# Alisha Wainwright
Alisha Ena Wainwright (nascuda el 14 de juliol de 1989) és una actriu estatunidenca. Coneguda pel seu paper de Maia Roberts a la sèrie televisiva Shadowhunters.

## Carrera
Després d'aparèixer en un sketch còmic al canal Smosh de YouTube, l'any 2012, va aparèixer com a convidada a diverses produccions de cinema i de televisió, incloent-hi Ments Criminals i Arma Letal. El setembre de 2016 es va anunciar que faria el paper de la home llop Maia Roberts a la sèrie de fantasia ShadowHunters de Freeform, basada en la sèrie de llibres The Mortal Instruments de Cassandra Clare. Després de ser un personatge recurrent a la segona temporada, va passar a formar part dels personatges fixos durant la tercera. Actualment és la protagonista de la sèrie de Netflix Raising Dion.

## Filmografia

### Pel·lícules
| Any  | Títol                      | Paper                 | Notes            |
| ---- | -------------------------- | --------------------- | ---------------- |
| 2008 | Assassinat en La seva Ment |                       | Pel·lícula curta |
| 2013 | Segon Tracte d'Índex       | Nikki                 | Pel·lícula curta |
| 2014 | Només Abans que Vaig       | Sarah                 |                  |
| 2016 | Salvar-li                  | Ajudant de càsting #1 | Pel·lícula curta |
| 2017 | L'Aversió                  | Betaine               |                  |
| 2017 | Franc                      |                       | Pel·lícula curta |

### Televisió
| Any          | Títol                          | Paper                        | Notes                                                                             |
| ------------ | ------------------------------ | ---------------------------- | --------------------------------------------------------------------------------- |
| 2014         | Ments criminals                | Debbie Martin                | Episodi "Quin Passa en Mecklinburg..."                                            |
| 2014         | Casat                          | Alissa                       | Episodi "Uncool"                                                                  |
| 2014         | L'amor és Relatiu              | Audrey                       | Pel·lícula de televisió                                                           |
| 2014-2015    | Percepció                      | Chantal Douglas / Timid Noia | Possessió "d'episodi" (Timid Noia - uncredited) Episodi "Romeo" (Chantal Douglas) |
| 2015         | Vanitat                        | Shelly                       | Expressió "d'episodi"                                                             |
| 2015         | Canviat de Naixement           | Darya                        | L'episodi "Al Victor Pertany el Spoils"                                           |
| 2015         | Delictes importants            | Ainsley Reed                 | Apagada "d'episodi"                                                               |
| 2015         | Mercant d'eix                  | Anna                         |                                                                                   |
| 2016         | Hospital general               | Infermera Kelsey             | 2 episodis                                                                        |
| 2015-2016    | Estimats d'Estrella del Disney | Leona (Veu)                  | 10 episodis                                                                       |
| 2016         | Rosewood                       | Cassie Hanson                | L'episodi "Envia Moviment & Frat Vida"                                            |
| 2018         | Arma letal                     | Jess Bailey                  | Doble "d'episodi va Disparar de Baileys"                                          |
| 2017-2019    | Shadowhunters                  | Maia Roberts                 | Estació 2 - Recurring funció Estació 3 - funció Principal                         |
| 2019-present | Aixecant Dion                  | Nicole Warren                |                                                                                   |

### Altre
| Any  | Títol    | Paper               | Notes    |
| ---- | -------- | ------------------- | -------- |
| 2012 | Smosh    | La xicota d'Anthony |          |
| 2016 | NBA 2K17 | Alanah Turner (veu) | Videojoc |